# Оборово-Бистрансько
Оборово-Бистрансько (хорв. Oborovo Bistransko) — населений пункт у Хорватії, у Загребській жупанії у складі громади Бистра.

## Населення
Населення за даними перепису 2011 року становило 939 осіб.
Динаміка чисельності населення поселення:

## Клімат
Середня річна температура становить 9,62 °C, середня максимальна – 23,12 °C, а середня мінімальна – -5,90 °C. Середня річна кількість опадів – 1030 мм.
| Клімат поселення                              | Клімат поселення | Клімат поселення | Клімат поселення | Клімат поселення | Клімат поселення | Клімат поселення | Клімат поселення | Клімат поселення | Клімат поселення | Клімат поселення | Клімат поселення | Клімат поселення | Клімат поселення |
| Показник                                      | Січ.             | Лют.             | Бер.             | Квіт.            | Трав.            | Черв.            | Лип.             | Серп.            | Вер.             | Жовт.            | Лист.            | Груд.            |                  |
| Середній максимум, °C                         | 5,58             | 7,02             | 11,09            | 15,08            | 19,95            | 23,12            | 22,09            | 21,60            | 17,79            | 12,91            | 7,19             | 4,07             |                  |
| Середня температура, °C                       | −0,17            | 1,30             | 5,37             | 9,35             | 14,22            | 17,40            | 19,14            | 18,64            | 14,83            | 9,96             | 4,24             | 1,10             |                  |
| Середній мінімум, °C                          | −5,9             | −4,44            | −0,36            | 3,63             | 8,50             | 11,66            | 16,19            | 15,68            | 11,88            | 7,00             | 1,29             | −1,84            |                  |
| Норма опадів, мм                              | 53               | 55               | 69               | 77               | 88               | 114              | 98               | 101              | 101              | 100              | 99               | 75               |                  |
| Середньомісячна швидкість вітру, м/с          | 1.86             | 2.00             | 2.37             | 2.28             | 2.18             | 1.93             | 1.86             | 1.74             | 1.73             | 1.84             | 1.95             | 1.93             |                  |
| Середньомісячна сонячна радіація, кДж/м²·день | 4198             | 6944             | 10508            | 14755            | 18767            | 20511            | 21369            | 18549            | 13849            | 8652             | 4616             | 3396             |                  |
| --------------------------------------------- | ---------------- | ---------------- | ---------------- | ---------------- | ---------------- | ---------------- | ---------------- | ---------------- | ---------------- | ---------------- | ---------------- | ---------------- | ---------------- |
| Джерело:                                      |                  |                  |                  |                  |                  |                  |                  |                  |                  |                  |                  |                  |                  |